# Stift Arnoldstein

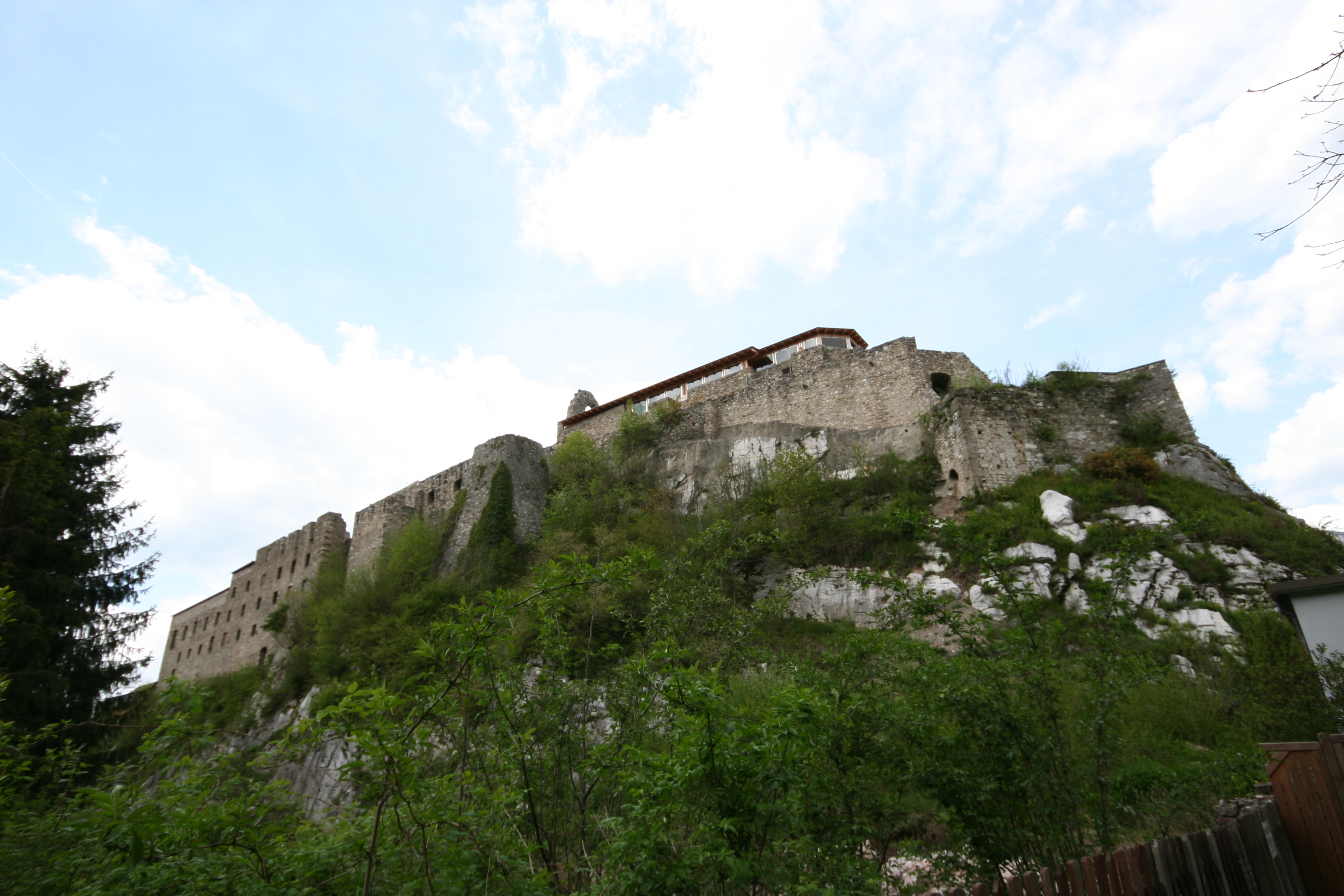
Ruine des Klosters Arnoldstein (2008)

Das Stift Arnoldstein ist ein ehemaliges Kloster der Benediktiner (OSB) in Arnoldstein in Kärnten. Die Anlage steht unter Denkmalschutz (Listeneintrag).

## Geschichte

### Burg Arnoldstein

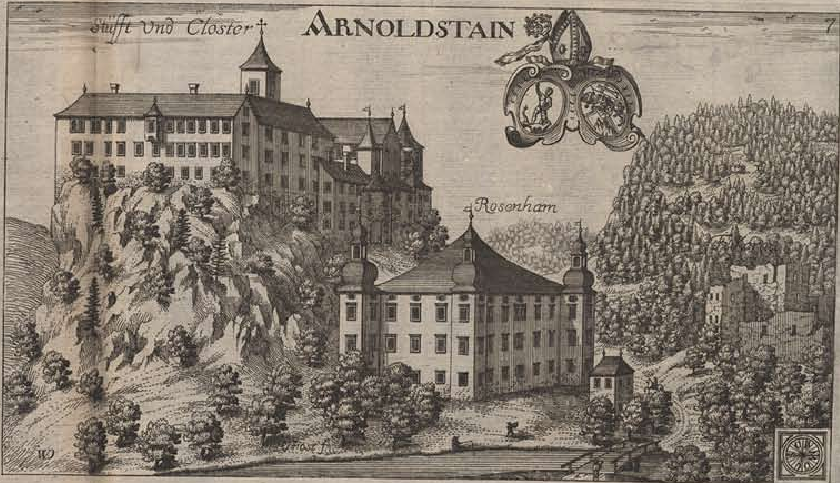
Ansicht Arnoldsteins von 1688 (Valvasor); links das Stift; mittig Schloss Rosenheim; rechts die Fuggerau

Die Burg Arnoldstein wurde in den Jahren 1085/90 erstmals urkundlich erwähnt. Ihren Namen erhielt sie nach ihrem Bauherren Arnold, welcher wahrscheinlich ein bambergischer Ministeriale war, jedoch weiters urkundlich nicht erwähnt ist.
Anlässlich seiner Krönung zum Kaiser am 10. Februar 1014 hatte Heinrich II. dem erst im Jahr 1007 gegründeten Bistum Bamberg Besitzungen im Raum des heutigen Marktfleckens Arnoldstein – neben anderen in Kärnten – übereignet. Unter dem Bischof von Bamberg Adalbero (1053–1057) waren die Eppensteiner Lehensleute des bischöflichen Eigentums. Sie gaben den Besitz nicht an den Nachfolger von Adalbero zurück und befestigten den Übergang ins Kanaltal mit dem Bau einer Burg im heutigen Arnoldstein. Erst Bischof Otto von Bamberg gelang es nach der Jahrhundertwende, die Güter wieder in den Besitz des Bistums zu bringen.

### Benediktinerkloster Arnoldstein (1106–1783)

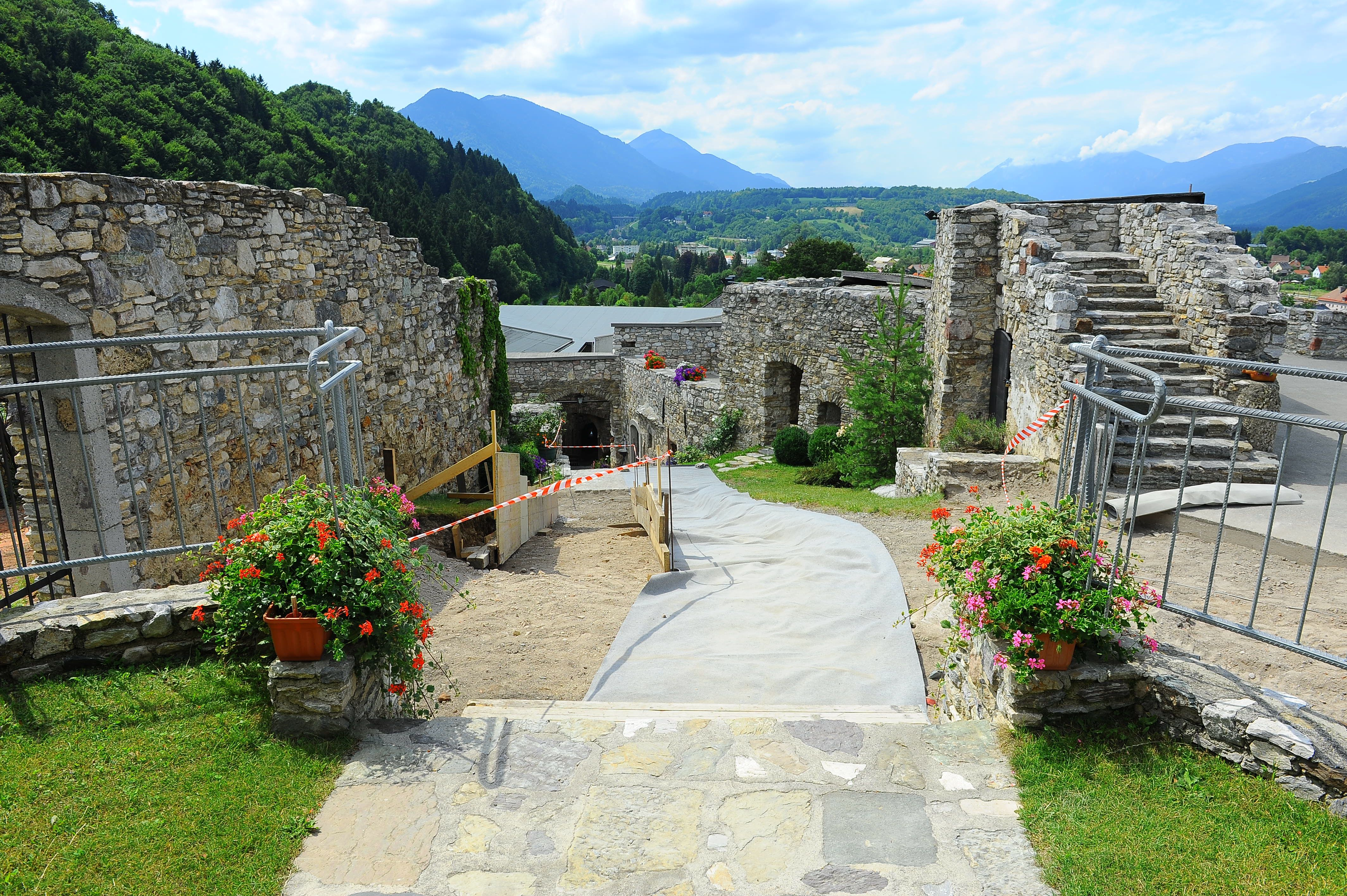
Innerhalb der Klosterruine

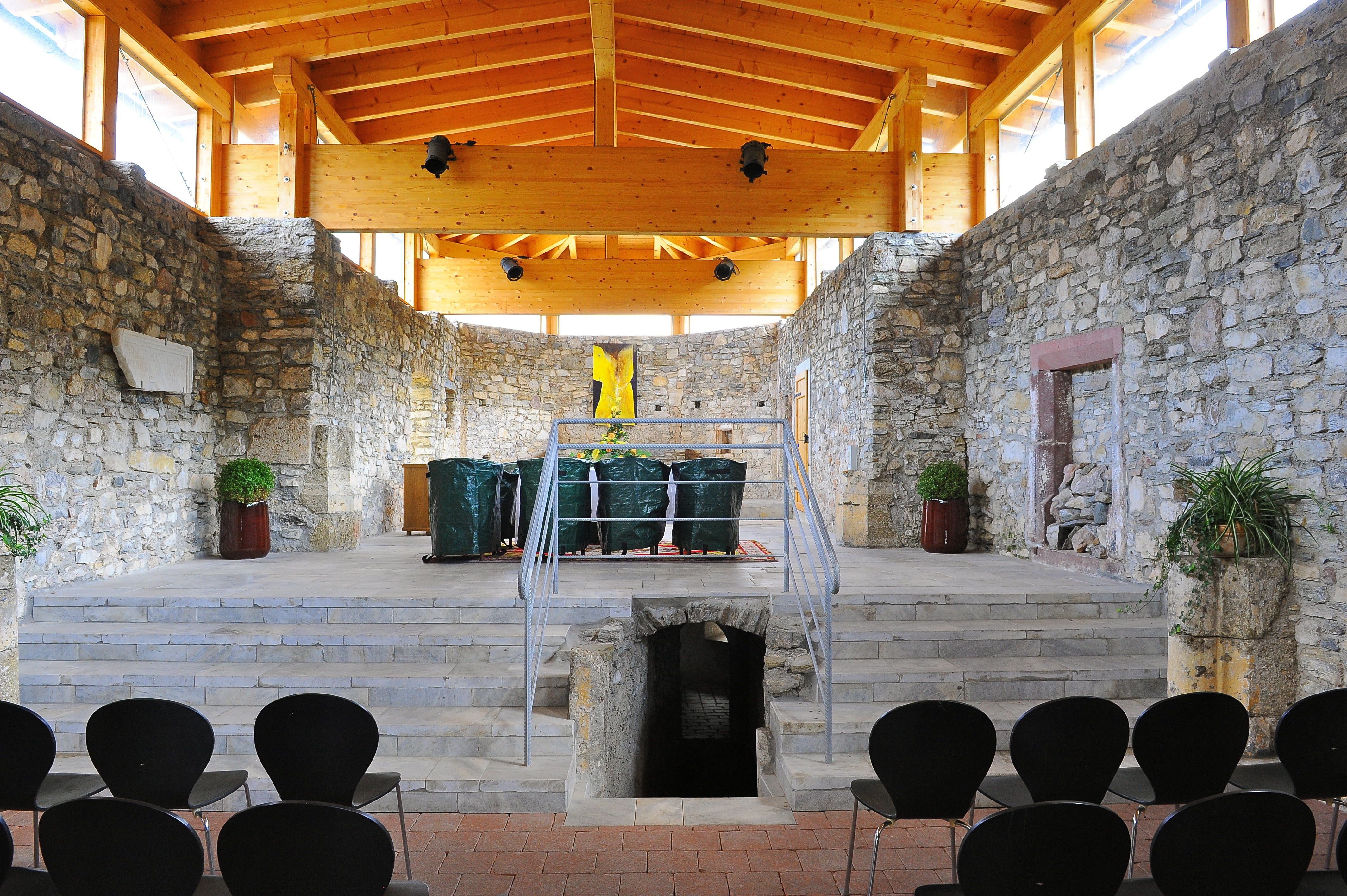
Erhöhter Chor der Klosterkirche Heiliger Georg

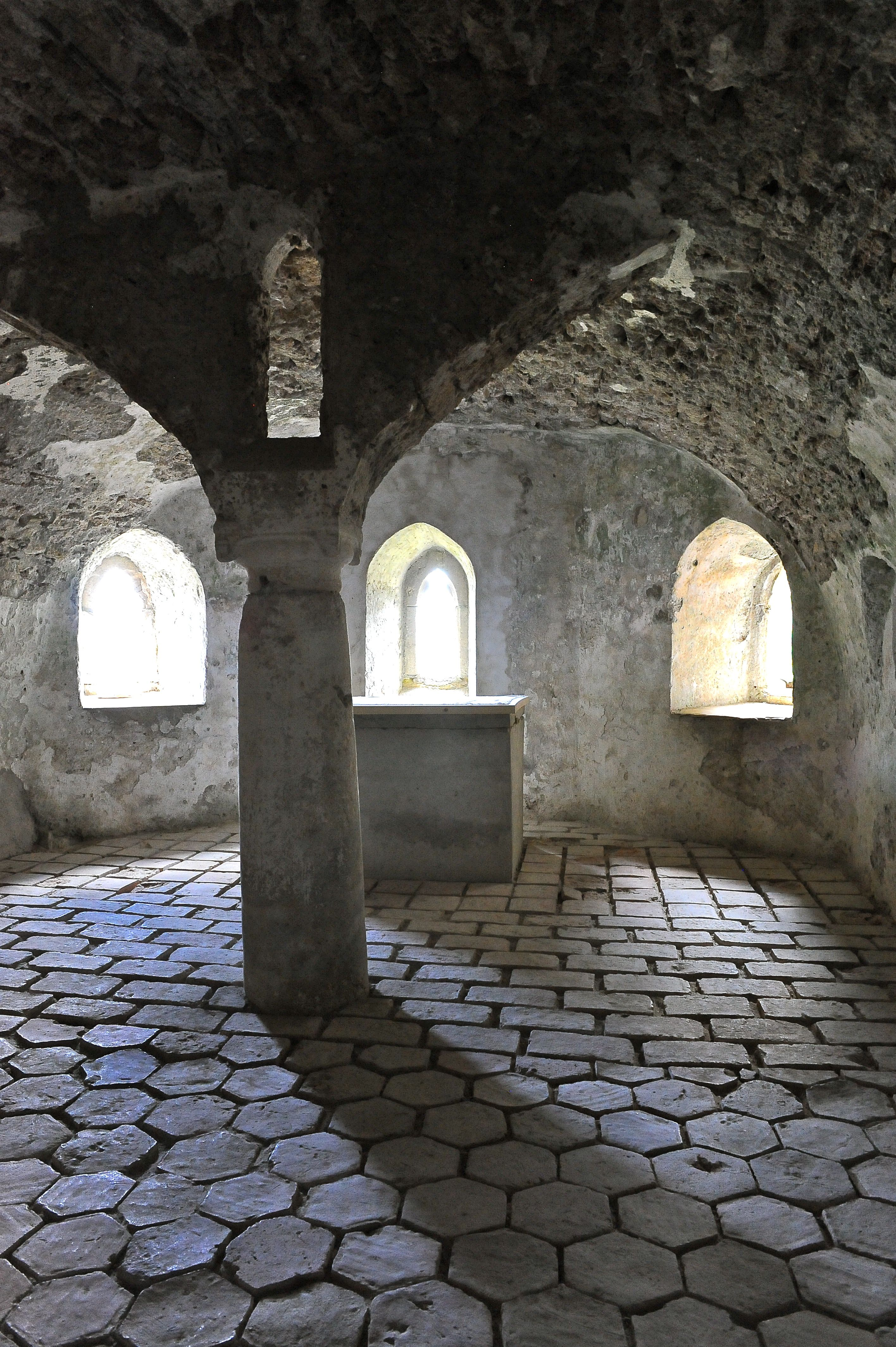
Krypta der Klosterkirche Heiliger Georg

Um den Besitz fortan vor weltlichem Zugriff zu schützen, gründete Bischof Otto von Bamberg 1106 auf Arnoldstein ein Benediktinerkloster. Er ließ die Burg schleifen und zu Konventsgebäuden umbauen. Als wirtschaftliche Basis überließ er dem Kloster 155 Huben. Der erste beurkundete Abt war Ingram (1126). Bis dahin scheint Arnoldstein nur ein Priorat gewesen zu sein. 1126 wurde auch der Friedhof des Stiftes geweiht. Die weiteren wenigen Nachrichten über den Konvent schildern die Probleme mit den Vögten. Da unter anderem die Herren von Ras ihre Machtposition als Schutzherren missbrauchten, zog 1176 der Kärntner Herzog die Vogtei an sich.
Missernten, ein Heuschreckeneinfall und schließlich das Erdbeben vom 25. Jänner 1348, welches einen gewaltigen Bergsturz des Dobratsch zur Folge hatte, brachten das Kloster in wirtschaftliche Schwierigkeiten. Durch den Felssturz waren Besitzungen des Klosters, der Kirche und das Dorf St. Johann verschüttet worden. Trotz der Wiederherstellungen, welche durch Urkunden bis 1391 belegt werden, ging die Bevölkerung zurück, wohl auch unter Einfluss der europaweiten Pestepidemie. 1391 übergab der Patriarch von Aquileia dem Stift die Pfarre Hermagor als Kompensation für die wirtschaftlichen Probleme. Trotz weiterer Schenkungen, Stiftungen und Privilegien war es dem Konvent nicht möglich, seine Schulden zu begleichen. Im 15. Jahrhundert hatten die Arnoldsteiner Mönche Schwierigkeiten, die Pfarre Hermagor zu betreuen, selbst ein geschlossener Vergleich konnte diese nicht beheben. Im Zuge dieses Streites kam es zum ersten urkundlich belegten Kärntner Hexenprozess im Landgericht Grünburg im Jahr 1465. Einer lange geglaubten Überlieferung soll das Kloster vor der Schlacht bei Villach von türkischen Akıncı gebrandschatzt worden sein, historische Beweise dafür fehlen. Dann 1495 erlaubte der Abt Christoph Jakob Fugger und seinen Brüdern den Bau einer Saigerhütte und eines Schlosses, woraus sich die Fuggerau entwickelte. Abt Friedrich beklagte sich noch 1507 über die Baufälligkeit und Armut des Klosters. Im Zuge der Reformation im 16. Jahrhundert war das Kloster am Rande des Ruins. Als Folge der landesfürstlichen Türkensteuern, Vernachlässigung der seelsorgerischen Pflichten sowie Streitereien mit Adeligen und Untertanen wurde das Ansehen des Klosters geschwächt. Lutherische Prediger besetzten, entgegen Mandaten der Bamberger Bischöfe, Stift sowie Thörl und saßen auf den benachbarten Schlössern. So ging Abt Petrus 1570 trotz aller Klammheit eine Verpflichtung von 2500 Gulden auf Raten ein, um die Fuggerau mit allen Gründen und Rechten (zurück-)zu erwerben, da man nach dem Rückgang des Bergbaus einen Übergang an den benachbarten (protestantischen?) Adel verhindern wollte.
Im Jahr 1580 besaß das Kloster Arnoldstein kurze Zeit keinen Abt. Der in diesem Jahr eingesetzte Franke Johannes Pünlein führte laut einem Visitationsbericht des Erzpriesters von 1594 ein durchaus weltliches Leben. Er las einmal im Jahr die Messe, hatte nur einen Mönch zur Seite, sein gesamtes Stiftspersonal war protestantisch, die Kirche besaß weder Kerzen noch Messgewänder, und der Altar war nicht geschmückt. Sein Nachfolger, ebenfalls ein Franke, Abt Emerich Molitor konnte die Hoffnungen des Bistums Bamberg auf Rekatholisierung nicht erfüllen. Durch Unterschlagung entstand dem Kloster ein Schaden von etwa 60.000 Gulden. In einer Bulle des Erzherzogs Ferdinand II. vom 12. April 1600 sollte das Kloster einem in St. Veit errichteten Jesuitenkolleg angeschlossen werden. Der Bischof von Bamberg konnte dies schlussendlich durch eine Zusicherung von Beiträgen zum geplanten Jesuitenkolleg abwenden. Nach der freien Wahl von Abt Daniel im Jahr 1630 blühte das Kloster auf, bis zum Großbrand im Oktober 1642. In den folgenden kurzen Aufschwüngen des Klosters wurde in das Gebäude und die Ausstattung investiert. Mit der Auflösung des Patriarchats von Aquileja und dem Verkauf der bambergischen Güter an den österreichischen Staat 1759 unterstand das Kloster nun direkt dem Landesfürsten.

### Von der Auflösung des Klosters bis heute

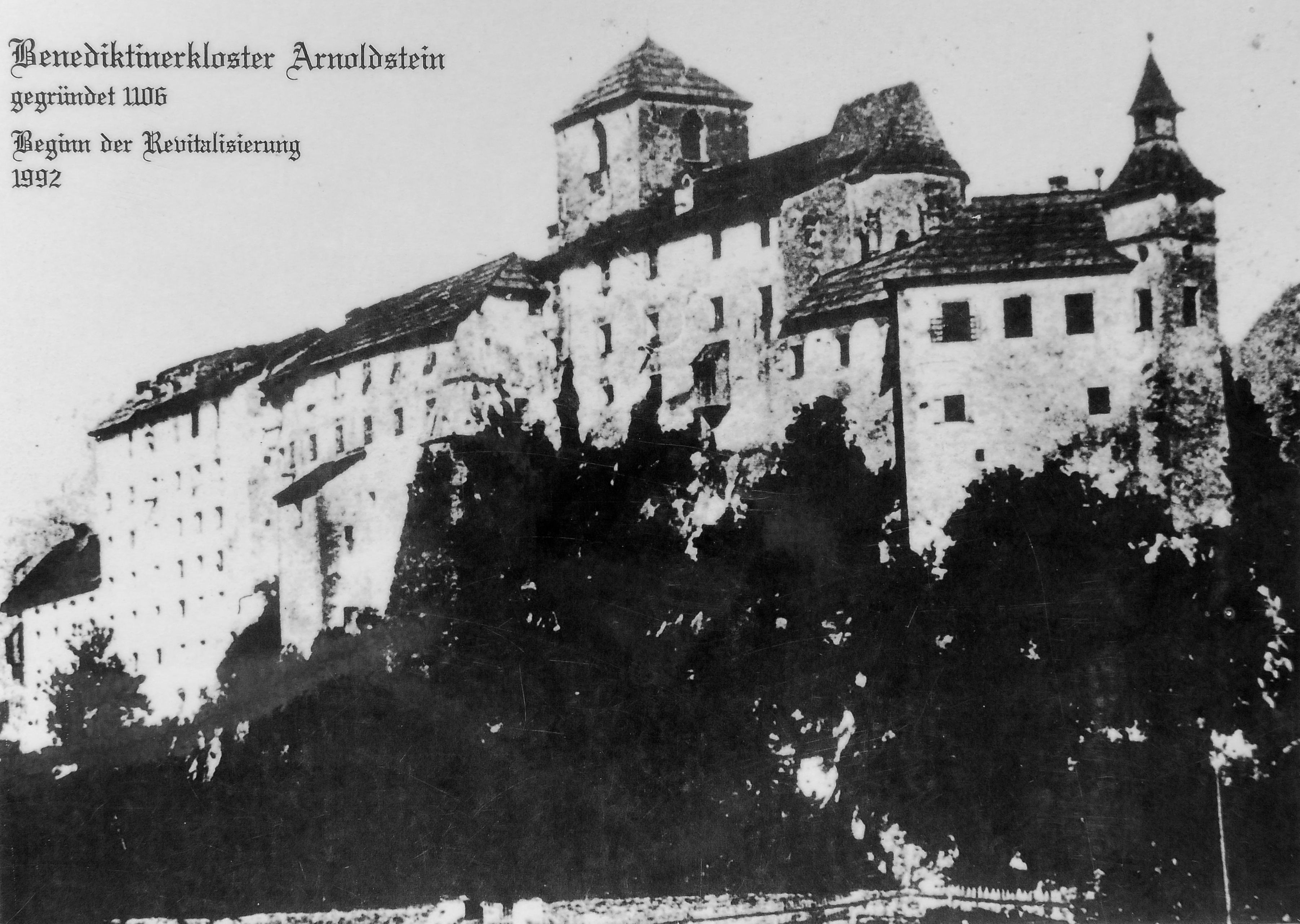
Benediktinerkloster um 1880

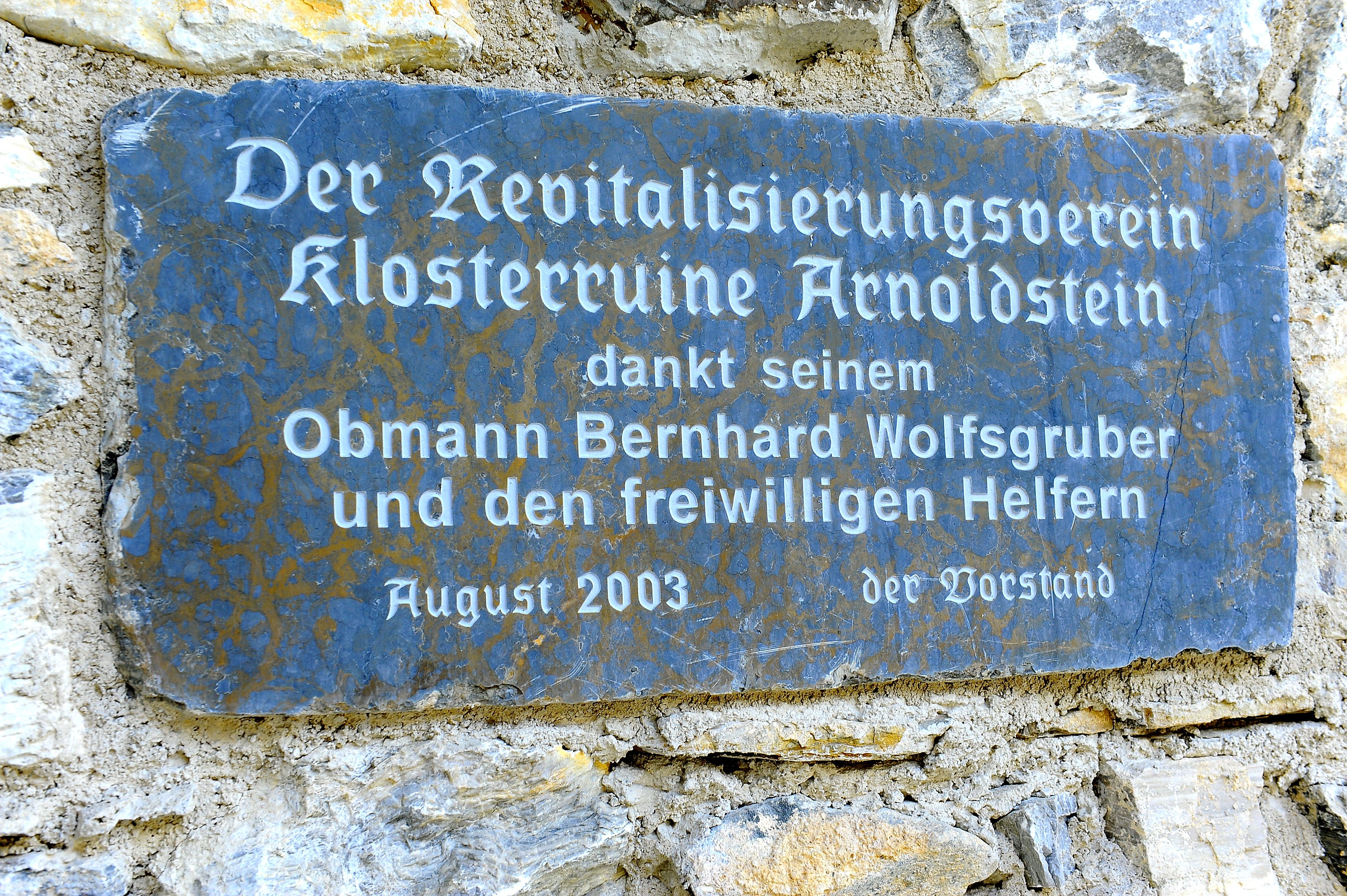
Inschrifttafel in der Klosterruine als Anerkennung gegenüber dem „Revitalisierungsverein Klosterruine“ und seinem Obmann Bernhard Wolfsgruber

1782 beschloss Kaiser Joseph II. die Aufhebung aller österreichischen Klöster, die keinen Beitrag zur Krankenpflege oder Jugenderziehung leisteten. Ursprünglich wollte er das Stift St. Paul im Lavanttal aufheben, die Hofbehörden überzeugten ihn jedoch davon, dass die Aufhebung des Klosters Arnoldstein weniger Schaden anrichten würde. Am 24. November 1783 wurde somit per Hofdekret das Kloster aufgehoben. Dem Abt Otto von Größing sowie den 18 Patres wurde freigestellt, in ein anderes Kloster zu wechseln oder in den Weltklerus überzutreten. Das Stiftsvermögen und die Realitäten gingen in die staatliche Verwaltung über. Die Klosterbibliothek kam an die heutige Universitätsbibliothek Klagenfurt (bis 1971 Klagenfurter Studienbibliothek). Ein Teil des Klosterarchivs ging an den Geschichtsverein für Kärnten und ist heute im Kärntner Landesarchiv in Klagenfurt. Die Räume des Klosters nutzten nun die Staatsgüterverwaltung, einige Mietparteien und bis 1854 die Volksschule durch Lehrerwohnungen. Mit den Verwaltungsreformen von 1848 diente das ehemalige Kloster der k. k. Forstverwaltung, dem Bezirksgericht mit Steuer- und Grundbuchsamt, dem Notariat und der Kanzlei der Gemeinde Arnoldstein als Unterkunft. Ein Brand zerstörte am 16. August 1883 die Dächer und Holzdecken des Gebäudes. Da man jedoch nicht bereit war, Mittel für die Wiederherstellung aufzubringen, ist das Kloster seit damals eine Ruine.
Im Zuge des Erwerbs des Klostergeländes durch die Gemeinde am 14. Mai 1980 wurde der Revitalisierungsverein Klosterruine Arnoldstein gegründet.

## Baubeschreibung
Die Klosterkirche heiliger Georg wurde urkundlich 1316 erstmals erwähnt. Erkennbar sind noch der Chor, einige Strebepfeiler sowie der Turm mit dem Westportal.
Die im gotischen Stil sowie im 17. Jahrhundert errichteten Stiftsgebäude waren im Oval um die Kirche angeordnet. Das bisherige Fundinventar stammt überwiegend aus dem 16. und 17. Jahrhundert. Die barocken Tore sind mit den Jahreszahlen 1677 und 1718 beschriftet.

## Nachweise
- Wilhelm Deuer: Burgen und Schlösser in Kärnten. Verlag Johannes Heyn, Klagenfurt 2008, ISBN 978-3-7084-0307-6, S. 207–209.
- Anton Kreuzer: Die Stifte und Klöster Kärntens. Carinthia Verlag, Klagenfurt 1986, ISBN 3-85378-242-6, S. 71–76.
- Klosterruine Arnoldstein
- Liste der Äbte bis 1688 (Valvasor): 1126–1544&1544–1688

1. 1 2  Kreuzer 1986, S. 71
2. ↑  Chronik des Blei- und Zinkbergbaues in Bezug zur Bleiberger Bergwerks Union. Archiviert vom Original (nicht mehr online verfügbar) am 12. Januar 2017; abgerufen am 15. Juli 2010.  Info: Der Archivlink wurde automatisch eingesetzt und noch nicht geprüft. Bitte prüfe Original- und Archivlink gemäß Anleitung und entferne dann diesen Hinweis.
3. ↑  Götz von Pölnitz: Jakob Fugger, Band 2. S. 37, abgerufen am 15. Juli 2010.

Koordinaten: 46° 32′ 55″ N, 13° 42′ 34″ O